# Servi Sulpici Galba (cònsol el 108 aC)
Servi Sulpici Galba (llatí: Servius Sulpicius Ser. f. Ser. n. Galba) va ser un magistrat romà. Era fill del cònsol Servi Sulpici Servi Galba. Formava part de la gens Sulpícia, i era de la família dels Galba, d'origen patrici.
Va succeir a Luci Calpurni Pisó Frugi com a pretor a Hispània i va ser elegit cònsol el 108 aC juntament amb Quint Hortensi. Aquest últim va ser substituït, segurament per ser declarat culpable en un judici per corrupció, per Marc Aureli Escaure. L'any 100 aC durant els disturbis causats pel tribú de la plebs Luci Apuleu Saturní va agafar les armes per defensar la república contra els revolucionaris, a les ordres de Gai Mari. Un fill seu va ser Servi Sulpici Galba, besavi de l'emperador Galba.